# Ллойдминстер
Ллойдминстер (англ. Lloydminster) — город (41,53 км²) в провинциях Альберта и Саскачеван в Канаде. Находится на Шоссе Йеллоухед (англ. Yellowhead Highway). Город расположен в 251 км на восток от города Эдмонтон и на 275 км западнее города Саскатун — находится на границе между Альбертой и Саскачеваном; население: 27 804 жителя (2011) с плотностью 669,5/км².

## Известные уроженцы, жители
Леон Бенуа (англ. Leon Earl Benoit, род. 7 июля 1950, Ллойдминстер) — канадский политик.